# Chusgonobius
Chusgonobius is een geslacht van hooiwagens uit de familie Cosmetidae.
De wetenschappelijke naam Chusgonobius is voor het eerst geldig gepubliceerd door Roewer in 1952. 

## Soorten
Chusgonobius is monotypisch en omvat slechts de volgende soort:
- Chusgonobius weyrauchi